# Lina Lehtovaara

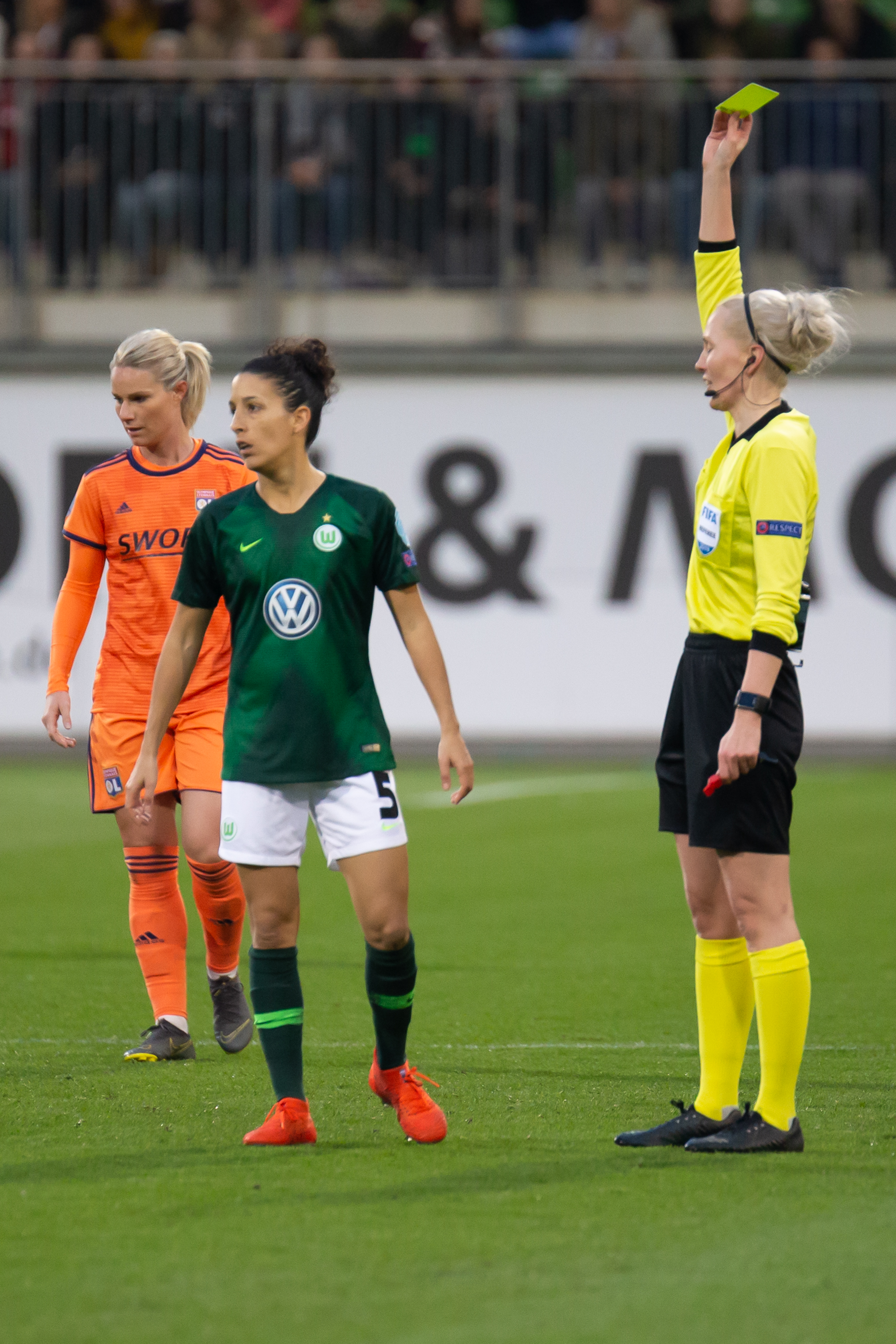
Lina Lehtovaara (rechts) beim Viertelfinale der UEFA Women’s Champions League 2018/19

Lina Lehtovaara (geb. Lina Långbacka; * 23. Juni 1981 in Kokkola) ist eine finnische Fußballschiedsrichterin. Seit 2009 steht sie auf der FIFA-Liste.

## Leben und Wirken
Die Finnlandschwedin Lina Lehtovaara stammt aus Karleby (finnisch Kokkola) aber lebt heute in Pargas (finnisch Parainen), wo sie hauptberuflich als Lehrerin tätig ist.
Lehtovaara leitete bereits mehrfach das Finale im finnischen Pokalwettbewerb der Frauen und kommt seit 2019 auch in der Ykkönen und Kakkonen – der zweiten bzw. dritten finnischen Spielklasse im Herrenbereich – zum Einsatz.
Ihr erstes Turnier auf internationaler Ebene war die U-19-Fußball-Europameisterschaft der Frauen 2011. Vier Jahre später wurde sie erneut für diesen Wettbewerb nominiert und leitete beim Turnier in Israel das Endspiel zwischen Spanien und Schweden. Bei der Frauen-EM 2017 fungierte sie als Vierte Offizielle.
Zum Abschluss der Spielzeit 2021/22 wurde Lehtovaara mit der Leitung des Endspiels der UEFA Women’s Champions League zwischen dem FC Barcelona und Olympique Lyon betraut.
Im gleichen Jahr wurde sie von der UEFA als eine von 13 Schiedsrichterinnen für die EM-Endrunde der Frauen in England berufen.
Einige Monate später kam Lehtovaara im August 2022 bei der U-20-Weltmeisterschaft 2022 in Costa Rica zum Einsatz.
Bei der Fußball-Weltmeisterschaft der Frauen 2023 in Australien und Neuseeland wird sie ebenfalls zum Unparteiischen-Aufgebot gehören.

## Einsätze bei Turnieren

### Europameisterschaft 2022
| Phase        | Datum         | Spielort    | Heimmannschaft | Gastmannschaft | Ergebnis  |
| ------------ | ------------- | ----------- | -------------- | -------------- | --------- |
| Gruppenphase | 7. Juli 2022  | Southampton | Norwegen       | Nordirland     | 4:1 (3:0) |
| Gruppenphase | 14. Juli 2022 | Manchester  | Italien        | Island         | 1:1 (0:1) |

### Weltmeisterschaft 2023
| Phase        | Datum         | Spielort  | Heimmannschaft | Gastmannschaft | Ergebnis |
| ------------ | ------------- | --------- | -------------- | -------------- | -------- |
| Gruppenphase | 21. Juli 2023 | Melbourne | Nigeria        | Kanada         | 0:0      |